# Bambergi Állami Könyvtár
A Bambergi Állami Könyvtár (németül: Staatsbibliothek Bamberg) tudományos könyvtár bölcsészettudományi súlyponttal. Székhelye a Dóm téren álló Új Rezidencia (Neue Residenz), a korábbi új hercegérseki palota. Fenntartója a Bajor Szabadállam (Freistaat Bayern).

## Általános információk
A Bambergi Állami Könyvtár egy nyilvános könyvtár, mely térítésmentesen áll az érdeklődők rendelkezésére kutatási, felsőoktatási és önképzési célokra.
A könyvtár történelmileg kialakult, több mint félmillió kötetes állománya folyamatosan bővül és minden szakterületet lefedő új beszerzésekkel egészül ki. A könyvtár fő gyűjtőköre a kézirattan és könyvtudomány, a művészettörténet, továbbá Bamberg és Felső-Frankföld (Oberfranken) történelme és honismerete.
A könyvtár a beszerzések, a katalogizálás és a szolgáltatások terén is szorosan együttműködik a Bambergi Egyetemi Könyvtárral (Universitätsbibliothek Bamberg).
A Bambergi Állami Könyvtár regionális feladataihoz tartozik mindazon kiadványok dokumentációs célú gyűjtése, melyek felső-frankföldi kötődésű személyiségekről szólnak, illetve ilyen szerzőktől származnak. Ezen túlmenően a könyvtár kapja meg és őrzi a Felső-Frankföldön megjelent kiadványok kötelespéldányait, s vezeti a régió teljes bibliográfiáját.
A Bambergi Állami Könyvtár ad helyt a Bambergi Történelmi Egyesület (Historischer Verein Bamberg), a Bambergi Természetkutató Társaság (Naturforschende Gesellschaft Bamberg), a Bambergi Műegylet (Kunstverein Bamberg) az E.T.A. Hoffmann Társaság (E.-T.-A.-Hoffmann-Gesellschaft), valamint a Frankegylet (Frankenbund) bambergi csoportja könyvgyűjteményeinek is.
Kutatókönyvtárként szerzett nemzetközi tekintélyét a Bambergi Állami Könyvtár elsősorban a Bambergi Hercegérsekség (Hochstift Bamberg) egykori birtokainak és kolostorainak, valamint a régi Bambergi Egyetem állományainak köszönheti. A gyűjtemény eredete ily módon a bambergi püspökséget 1007-ben megalapító II. Henrik német-római császárig vezethető vissza. A könyvtárban őrzött kéziratok közül három is felkerült az UNESCO Világ Emlékezete listájára:
- az 1000 és 1020 közötti évekből származó Bambergi Apokalipszis (Msc.Bibl.140) (Bamberger Apokalypse),
- a Kommentár az Énekek énekéhez, a Példabeszédek könyvéhez és Dániel könyvéhez (Msc.Bibl.22) (Kommentar zum Hohen Lied, zu den Sprüchen Salomos und zum Buch Daniel), valamint
- a Lorschi gyógyszerkönyv (Msc.Med.1) (Lorscher Arzneibuch).

A szorosan vett könyvtári feladatok mellett a Bambergi Állami Könyvtár helyt ad kiállításoknak és rendezvényeknek, továbbá a honlapján meghirdetett vezetések keretében turisztikai céllal is megtekinthető.

## Az állomány számokban
- 566 000 kötet
- 80 000 grafika és fénykép
- 3600 ősnyomtatvány (15. századi nyomtatvány)
- 6400 kézirat és önéletrajz (ezek közül 1000 középkori kézirat)
- 1650 folyóirat[1]

## Története
A gyűjtemény magja  II. Henrik német-római császártól származik, aki 1007-ben megalapította a bambergi püspökséget. A székesegyháznak juttatott adományai között több értékes kézirat található, melyeket ő, illetve elődei megbízásából gyűjtöttek össze vagy készíttettek el. Ennek eredményeként a nyugati világ több különböző spirituális központjából kerültek kéziratok Bambergbe. Később, különösen a 12. században, a városban is számos kódexet írtak és díszítettek elsősorban a michaelsbergi kolostor bencés szerzetesei.
Először Bambergben illusztráltak német nyelvű nyomtatott könyveket fametszetekkel. Bár a könyvtárban a bambergi nyomtatás legelső periódusa csak töredékesen lelhető fel, a több mint 3600 ősnyomtatványt tartalmazó gyűjtemény a 15. századi könyvkészítés széles skáláját képviseli.
A Bambergi Állami Könyvtár létrejötte a Németországban 1802–1803-ban végbement szekularizációban gyökerezik. Ennek során felszámolták a hercegérsekség egykori birtokait és kolostorait, valamint az 1648-ban jezsuita akadémiaként alapított régi Bambergi Egyetemet, az ezekben őrzött kéziratokat és könyveket pedig az egykori jezsuita kollégium épületében egyetlen könyvtárban gyűjtötték össze. Sok más gyűjtemény mellett a 19. század folyamán a könyvtár olyan adományokkal gazdagodott, mint a bambergi mecénás, művészettörténész és gyűjtő Joseph Heller gyűjteménye, mely ma 80 000 nyomtatványt és rajzot tartalmaz (többek között idősebb Lucas Cranach és Albrecht Dürer műveit). Az egykor Bambergben élő író, továbbá komponista E. T. A. Hoffmann irodalma napjainkban külön gyűjteményt képez, éppúgy, mint a 18. és 19. századi önéletrajzok.

## Épület
A Bambergi Állami Könyvtárnak 1965 óta az Új Rezidencia keleti szárnya ad otthont. Az Új Rezidencia épületét 1697–1703 között Johann Leonhard Dientzenhofer építette az akkori hercegérsek, Lothar Franz von Schönborn megbízásából. A könyvtárat befogadó épületszárnyban eredetileg a püspökség adminisztrációja került elhelyezésre. Erre a funkcióra vezethető vissza az a két – eredeti polcokkal és irattartó ládákkal felszerelt – levéltári szoba, melyek csak külön vezetés keretében látogathatók.
A könyvtár bejárati csarnokában értékes 16. és 17. századi ólomüvegek kerülnek bemutatásra. Joseph Heller hagyta őket hagyatékként a könyvtár számára.
A bejárati csarnokból juthatunk az olvasóterembe. Ez az – 1731-ben Johann Balthasar Neumann tervei alapján – eredetileg audienciák céljára szolgáló helyiség és az egykori hercegérseki nyári terem összenyitásával jött létre. Az olvasóteremből csodálatos kilátás nyílik a rózsakertre, ahol mintegy 4500 rózsa virágzik.
A Bambergi Állami Könyvtárban évente több alkalommal megrendezésre kerülő időszaki kiállítások kapcsán látogatható még a Csillagboltozatos terem (Sterngewölbe) és a Scagliolaterem is (ez utóbbi eredetileg kerti terem, később sekrestye, mely nevét a gipszintarziákat alkalmazó úgynevezett Scagliola-technikával történt díszítéséről kapta).
Az olvasóközönségtől elzárt, csak vezetéssel látogatható termek közé tartoznak az úgynevezett Dominikánustermek, mely elnevezés arra vezethető vissza, hogy e termekbe kerültek a szekularizáció során feloszlatott bambergi domonkosrendi monostor könyvespolcai.
A Dominikánustermek egyikéből nyílik az úgynevezett Bipontina-terem, melyben a Wittelsbach-házbeli II. Károly Ágost Krisztián Pfalz-Zweibrücken hercegének (uralkodott 1775–1795) 11 000 kötetet felölelő rokokó könyvgyűjteménye található. E könyvek dekoratív, aranyozott kötései a 18. századi reprezentatív fejedelmi könyvtár mintapéldáját mutatják be.
A harmadik emeleten található a Tizennégy-Segítőszent-Pavilon (Vierzehnheiligenpavillon). E név a terem ablakaiból szép időben látható – innen légvonalban mintegy 28 km-re elhelyezkedő – Tizennégy Segítőszent-bazilikára utal. Ez a terem eredetileg a hercegérsek könyvtárszobájaként szolgált, s falait 1843-ban pompeii stílusú freskókkal díszítették.
Az olvasóterem alatt található egykori borospince 1978 óta raktárként funkcionál.